# Helina simulata
Helina simulata är en tvåvingeart som beskrevs av Malloch 1923. Helina simulata ingår i släktet Helina och familjen husflugor. Inga underarter finns listade i Catalogue of Life.